# Glenoleon pulchellus
Glenoleon pulchellus är en insektsart som först beskrevs av Jules Pièrre Rambur 1842.  Glenoleon pulchellus ingår i släktet Glenoleon och familjen myrlejonsländor. Inga underarter finns listade i Catalogue of Life.